# Mesterholdenes Europa Cup i håndbold 1970-71 (kvinder)
Mesterholdenes Europa Cup i håndbold 1970-71 for kvinder var den 11. udgave af Mesterholdenes Europa Cup i håndbold for kvinder. Turneringen havde deltagelse af 17 klubhold, der var blevet nationale mestre sæsonen forinden, og blev afviklet som en cupturnering, hvor alle opgørene til og med semifinalerne blev afviklet over to kampe, hvor holdene mødtes både ude og hjemme. Finalen blev afviklet som én kamp på neutral bane.
Turneringen blev vundet af Spartak Kijev fra Sovjetunionen, som i finalen i Bratislava besejrede Ferencvarosi TC fra Ungarn med 11-9. Det var anden sæson i træk, Spartak Kijev vandt turneringen.
Danmarks repræsentant i turneringen var de danske mestre fra Handelsstandens Gymnastikforening, som nåede semifinalen, hvor holdet tabte med 16-18 over to kampe til Ferecvarosi TC fra Ungarn.

## Resultater

### 1/16-finaler
| Dato   | Dato   | Hjemmehold i 1. kamp | Udehold i 1. kamp     | Resultat | Resultat | Resultat |
| 1.kamp | 2.kamp | Hjemmehold i 1. kamp | Udehold i 1. kamp     | Samlet   | 1.kamp   | 2.kamp   |
| ------ | ------ | -------------------- | --------------------- | -------- | -------- | -------- |
| ?      | ?      | LC Brühl             | VIF G. Dimitrov Sofia | 14–36    | 06-13    | 08-23    |

### Ottendedelsfinaler
| Dato   | Dato   | Hjemmehold i 1. kamp    | Udehold i 1. kamp     | Resultat | Resultat | Resultat |
| 1.kamp | 2.kamp | Hjemmehold i 1. kamp    | Udehold i 1. kamp     | Samlet   | 1.kamp   | 2.kamp   |
| ------ | ------ | ----------------------- | --------------------- | -------- | -------- | -------- |
| ?      | ?      | Spartak Kijev           | Union Admira Landhaus | 29–14    | 16-50    | 13-90    |
| ?      | ?      | KS Otmęt Krapkowice     | ?                     | ?–?      | ?-?      | ?-?      |
| 22.11. | 28.11. | Mora Swift Roermond     | 1. FC Nürnberg        | 12–12    | 9-7      | 3-5      |
| 25.11. | ?      | Brandval IL             | Odeva Glogovec        | 16–18    | 6-4      | 10-14    |
| ?      | ?      | Universitatea Timişoara | ?                     | ?–?      | ?-?      | ?-?      |
| 20.11. | ?      | Handelsstandens GF      | VIF G. Dimitrov Sofia | ?–?      | 13-10    | ?-?      |
| 1.12.  | 3.12.  | KF Fram                 | Maccabi               | 34–21    | 19-11    | 15-10    |
| ?      | ?      | Ferencvarosi TC         | SC Leipzig            | 23–20    | 16-90    | 07-11    |

### Kvartfinaler
| Dato   | Dato   | Hjemmehold i 1. kamp    | Udehold i 1. kamp   | Resultat | Resultat | Resultat |
| 1.kamp | 2.kamp | Hjemmehold i 1. kamp    | Udehold i 1. kamp   | Samlet   | 1.kamp   | 2.kamp   |
| ------ | ------ | ----------------------- | ------------------- | -------- | -------- | -------- |
| 26.1.  | ?      | Spartak Kijev           | KS Otmęt Krapkowice | 42–22    | 24-11    | 18-11    |
| 17.1.  | 31.1.  | Odeva Glagovec          | 1. FC Nürnberg      | 19–24    | 10-10    | 09-14    |
| ?      | ?      | Universitatea Timişoara | Handelsstandens GF  | 20–20    | 14-10    | 06-10    |
| 27.1.  | ?      | Ferencvarosi TC         | KF Fram             | 21–50    | 21-50    | w.o.     |

### Semifinaler
| Dato   | Dato   | Hjemmehold i 1. kamp | Udehold i 1. kamp  | Resultat | Resultat | Resultat |
| 1.kamp | 2.kamp | Hjemmehold i 1. kamp | Udehold i 1. kamp  | Samlet   | 1.kamp   | 2.kamp   |
| ------ | ------ | -------------------- | ------------------ | -------- | -------- | -------- |
| 28.2.  | ?      | Spartak Kijev        | 1. FC Nürnberg     | 20–16    | 15-60    | 05-10    |
| 28.2.  | 16.3.  | Ferencvarosi TC      | Handelsstandens GF | 18–16    | 14-70    | 4-9      |

### Finale
Finalen blev spillet i Bratislava.
| Dato | Vinder        | Finalist        | Res. | Pause |
| ---- | ------------- | --------------- | ---- | ----- |
| 4.4. | Spartak Kijev | Ferencvarosi TC | 11–9 | 7-4   |